# Armand Bourgeois
Pour les articles homonymes, voir Bourgeois.
Armand Bourgeois, né le 24 avril 1841 à Saint-Martin-d'Ablois, Marne et mort le 26 septembre 1911 à Pierry, Marne, est un homme de lettres, auteur de travaux littéraires et historiques, collectionneur, critique littéraire et d'art, publiciste, collabora à la "Revue littéraire et artistique de la Champagne", aux "Travaux de l'Académie de Reims" et aux "Mémoires de la Société académique de la Marne"
Directeur et rédacteur en chef de Paris-Province
Membre de la Société française d'archéologie, de la Société des gens de lettres, de la Société des poètes français, de la Société académique de la Marne et de l'Académie des lettres, sciences et arts de la province, Académie nationale de Reims, du Conseil Héraldique de France. Président de l'Académie Champenoise.

## Biographie
Armand Bourgeois, percepteur à Pierry, s'occupe de recherches historiques, notamment en ce qui touche à l'époque de la Révolution et du premier Empire,
d'après des documents puisés dans les journaux de l'époque et a révélé nombre de détails peu connus ou même ignorés de la plupart, au sujet de Louis XVI et de Louis XVII, comme de Bonaparte, études qui lui ont valu les éloges d'académiciens, tels que Jules Claretie, Frédéric Masson et Albert Vandal. Chercheur obstiné et sagace qui donne non seulement des textes de l'époque qu'il fouille, mais aussi des illustrations souvent curieuses, qui ajoutent un attrait de plus à ses brochures.
Il a aussi écrit sur sa région natale, la Champagne, et sur ses personnages célèbres. Il fonde en 1884 un concours poétique sur le vin de Champagne, sous le patronage de l'Académie de La Province et de la Municipalité d'Épernay, récompensé par le Champagne Moët & Chandon, gagné par Clovis Hugues ; et un concours littéraire de Reims sur Jeanne d'Arc en 1886.
il fonde et dirige pendant cinq ans l'Académie Champenoise, dont les fêtes littéraires et artistiques eurent du retentissement dans la région. Il fait d'ailleurs partie de la Société Académique de la Marne et de l'Académie Nationale de Reims.

## Publications
- Histoire du Château de Brugny, depuis le XVe siècle jusqu'à nos jours, Martin frères, Châlons-sur-Marne, 1883 lire en ligne sur Gallica
- Une visite au musée patriotique de Jeanne d’Arc à Paris (1888-1889).
- Les frères Varin, graveurs châlonnais, 1893 (BNF 30145969).
- Mon verre n'est pas grand, mais je bois dans mon verre, recueil de poésies variées, 1894, (BNF 30145980).
- Pierre Quentin Chedel, graveur châlonnais du XVIIIe siècle, et son œuvre, 1895, lire en ligne sur Gallica.
- la Prophètesse des Cévennes, Bibliothèque des modernes, 1895, (BNF 30145988)
- Le Chevalier de La Touche, étude artistique, 1896 (BNF 30145959).
- Deux salons parisiens au XVIIe siècle, Marion Delorme et Ninon de Lenclos, 1896, (BNF 41627521)
- Conférence sur Madame Anaïs Ségalas à l'occasion de la matinée littéraire et artistique du souvenir donnée en ses salons, à Paris, le 27 avril, par Mlle Bertile Ségalas, Éditeur : Châlons-sur-Marne, Martin frères, 1896
- Gustave Staal et son féminisme en art, 1897 (BNF 30145971).
- Le vin de Champagne sous Louis XIV et Louis XV, Paris, 1897, illustré par Léonide Bourges lire en ligne sur Gallica
- Passe-temps de la Cour sur Madame de Montespan et Mlle de Fontanges avec le Roi, 1898, (BNF 30145982)
- Promenade d’un touriste dans l’arrondissement d’Épernay, Saint-Martin-d'Ablois et le Sourdon, Paris, 1899, dédié aux Touristes et aux cyclistes et illustré par Léonide Bourges
- Les Beaux-Arts dans la Marne (1898-1899).
- Le roman de Robert Nanteuil, célèbre graveur rémois du XVIIe siècle, Bibliothèque d'art de "La Critique", Paris, 1899 lire en ligne sur Gallica
- Essais d’histoire biographique et littéraire sur les Champenois marquants de l’époque Louis XIV
- Causerie sur Adolphe Willette, 1900 (BNF 30145956).
- Un Roman de Madame Tallien. Bibliothèque d'Art de la Critique, Paris 1901. Préf. de Gustave Toudouze
- Les fêtes du centenaire de Victor Hugo ou impressions d’un poète champenois, (1901-1902).
- La route de Montmirail à Épernay, (1905-1906).
- Le châlonnais Papillon de La Ferté, intendant des menus plaisirs du roi, et le théâtre au 18e siècle, (1908-1909).
- Nouvelle Étude historique sur Louis XVII, Paris, H. Daragon, 1907. In-8°, 8 p. (BNF 31856460)
- Mes dernières découvertes sur Louis XVII et sa sœur, Paris, H. Daragon, 1909. In-8°, 24 p.
- Bouquet de souvenirs et d'impressions, préfacé par Alcanter de Brahm, Châlons, impr. de Martin frères, 1910.
- Pages inédites ou ignorées sur Cazotte & son séjour à Pierry (1760-1792), Paris, H. Champion, 1911, avec une préface d’Emile Sedeyn, secrétaire général du Figaro Illustré, (BNF 31343850).
- Les Précurseurs de la Conquête de l'Air, préface de Georges Bans, 1911

## Distinctions

### Société académique de la Marne
- Médaille honorable 1878, 1879, 1888
- Médaille de bronze, 1880, 1898

### Autres
- Médaille pour la littérature  de la Société d'Encouragement au Bien.
- Un prix Armand Bourgeois au concours des balcons fleuris organisé par le Nouveau-Paris en 1908